# Eddie Lateste
Eddie Lateste, né le 29 janvier 1929 à Hoboken, est un animateur et réalisateur belge. Il est le frère de Willy Lateste.

## Biographie
Eddie Lateste entre en 1960 aux studios d'animation Belvision, où travaille également son frère Willy. Il participe au scénario et la supervision de l'animation d'Astérix et Cléopâtre, aux côtés de son frère, qui meurt en 1967 au début de la production. Il réalise ensuite trois longs métrages des studios : Tintin et le Temple du Soleil (1969), Tintin et le Lac aux requins (1972) et La Flûte à six schtroumpfs (1975).

## Filmographie
- 1961-1964 : Lucky Duck, deux épisodes
- 1965 : Oumpah-Pah, courts métrages
- 1965 : Spaghetti, court métrage
- 1965 : Gibus, série
- 1965 : Pinocchio dans l'espace
- 1967 : Astérix le Gaulois
- 1968 : Astérix et Cléopâtre
- 1969 : Tintin et le Temple du Soleil
- 1971 : Lucky Luke
- 1972 : Tintin et le Lac aux requins
- 1975 : La Flûte à six schtroumpfs
- 1977 : Le Merveilleux Voyage de Gulliver (en)